# Національний президентський оркестр
Національний президентський оркестр — військовий творчий колектив, який забезпечує музичне обслуговування заходів державного значення і підпорядковується Міністрові оборони України. З 1991 року до сьогодні діяльність оркестру спрямована на розвиток національних музичних традицій, промоцію надбань світової музичної культури та розкриття культурної ідентифікації України на міжнародній арені.

## Історія
Історія колективу бере свій початок з відновлення Української незалежності у 1991 році. Розпорядженням Голови Верховної Ради України від 29 листопада 1991 року № 1861 «Про підпорядкування окружної роти почесної варти Національній гвардії України і створення оркестру урочистих церемоній», було розпочато створення Оркестру урочистих церемоній. Формування колективу було доручено начальнику військово-оркестрової служби Національної гвардії України, полковнику гвардії Анатолію Молотаю.
Творча діяльність оркестру розпочалася з підготовки музичної редакції Державного Гімну України та участі в урочистостях на честь першої річниці Незалежності України.
Окрім виступів на державних святах, оркестр від часу свого заснування здобуває репутацію потужної музичної організації. Так, вже у 1994 році Національний президентський оркестр виступав на концертних майданчиках Польщі, Франції та України, за диригентський пульт оркестру запрошуються en, Франсуа Каррі.
За час існування в оркестрі відбулося кілька реорганізацій. У 2000 році, у зв'язку з розформуванням Національної гвардії України, оркестр передано до складу Збройних Сил України, а у 2003 році Указом Президента України від 14 квітня 2003 року № 321 присвоєно статус Національного. З того часу колектив носить назву Національний президентський оркестр. Сьогодні це потужний колектив, що об'єднав під своїм брендом духовий, камерний, симфонічний склади оркестрів, біґ-бенд та камерні ансамблі.
До діяльності оркестру були причетні різні музиканти та управлінці.
Начальники оркестру:
- підполковник Юрій Сапожніков (1991—1993),
- майор Олександр Морозов (1993—1994),
- підполковник Степан Морар (1995—1996),
- підполковник Володимир Сидорченко (1996—1998),
- полковник Геннадій Гришин (1998—2000),
- заслужений діяч мистецтв України, полковник Іван Москаленко (2000—2008), з 2009—2023 — директор оркестру.

З 2023 року чинним директором оркестру є полковник Максим Гусак.
Заступники начальника оркестру:
- заслужений діяч мистецтв України, підполковник Сергій Золотарьов (1995—2009),
- підполковник Максим Гусак (2015—2023).

З 2023 року заступником директора оркестру є підполковник Сафет Джемалядінов.
Художнє керівництво оркестром з 1997 по 2022 роки здійснював народний артист України, професор Анатолій Молотай.
Військові диригенти: майор Олександр Морозов, Сергій Пламаділ, підполковник Сергій Золотарьов.
Диригенти: Сергій Золотарьов (2009—2020), Василь Василенко (2018—2023), Олексій Баженов (2020—2022).

## Концертно-гастрольна діяльність
Діяльність колективу включає у себе кілька напрямків: музичне обслуговування державних заходів, розвиток традицій музичної культури України, пропаганда української музики та участь у патріотичному та естетичному вихованні військовослужбовців. Завдяки стильовій різноманітності репертуару, концерти Національного президентського оркестру стають яскравими мистецькими подіями.
Національний президентський оркестр бере участь у вшануванні важливих в історії України подій. Так у 2016 році оркестр виконав ораторію Данила Перцова «Гірка зоря». Твір створено на замовлення Сергія Проскурні до 30-х роковин аварії на ЧАЕС. Прем'єра відбулася 26 квітня у «Мистецькому арсеналі» за присутності Президента України. Серед виконавців: Ірина Данилейко, Анатолій Кочерга, Сусанна Карпенко, Максим Бережнюк, Сергій Охрімчук та ін. Музичне дійство доповнювалося відеорядом (автор відео — Сергій Петлюк).  
У 2012 році під час проведення Чемпіонату Європи з футболу (Україна–Польща) Національний президентський оркестр брав участь у культурно-мистецьких подіях у рамках «Євро-2012».
У 2013—2014 роках оркестр долучився до заходів, присвячених 70-й річниці вигнання з України нацистських окупантів: колектив виступав з концертами у містах та селах України у день їхнього звільнення.
Від початку російської агресії на території України у 2014 році оркестр провадить концертну діяльність з метою підтримки бойового духу військовослужбовців, підтримання української державності у різних регіонах країни, у військових частинах, навчальних центрах, шпиталях.
Географія виступів Національного президентського оркестру досить широка. Колектив регулярно гастролює Україною, концерти відбуваються не лише в обласних центрах, а й містечках та селищах з метою згуртування українців довкола духовних цінностей класичної музики. Окрім концертів, оркестр бере участь у різних мистецьких фестивалях: «Порто Франко» (Івано-Франківськ), «Київ Музик Фест» (Київ), «Контрасти» (Львів), «Джаз Фест Поділля» (Хмельницький), «Bouquet Kyiv Stage» (Київ) тощо.
Інший напрямок гастрольної діяльності колективу — поза межами країни. Оркестр презентує українську музику закордоном та бере участь у заходах культурної дипломатії. Концерти оркестру відбувалися у Франції, Польщі, Бельгії, Данії, Німеччині, Австрії, США.
Національний президентський оркестр має теплі творчі стосунки з en. Цей оркестр став постійним творчим партнером у міжнародній діяльності. У співпраці з Оркестром ВПС США у Європі серпні 2017 року відбувся спільний мистецький проєкт «Майдан Незалежності — місце єдності». Він був приурочений до 26-ї річниці Незалежності України і став ключовою подією святкувань. Мета проєкту — продемонструвати міжнародну підтримку України у часи російсько-української війни на Сході. Концерт відбувся просто неба на Майдані Незалежності і транслювався на UA: Першому.
У квітні 2022 Національним президентським оркестром зініційовано мистецький проєкт «Бій за Україну». У співпраці з Івано-Франківським драмтеатром та такими яскравими українськими митцями, як Ірма Вітовська, сестри Тельнюк, Сергій Гурець, Вікторія Осадчук та камерним хором «Felicio» (Надвірна) було проведено масштабний гастрольний тур Україною протягом травня–жовтня 2022 року. 13 жовтня того ж року на камерній сцені Берлінської філармонії відбувся благодійний концерт «Серце України» за участі зірок української оперної сцени Людмили Монастирської, Дмитра Попова, Андрія Бондаренка та ін.
У травні 2023 року за сприяння посольства України у Данії на сцені Королівського оперного театру у Копенгагені відбувся великий благодійний проєкт «Український вечір». Солістами концерту виступили зірки української оперної сцени Сергій Магера, Олена Лессер, Юрій Миненко. На концертах була присутня королева Данії Марґрете II.
Важливий напрямок діяльності оркестру — це підтримка молодих музикантів і сприяння їхньому професійному вдосконаленню. Так, у грудні 2023 року відбувся Диригентський воркшоп «Точки перетину». Його ініціатором було Студентське науково-творче товариство «Octopus». Протягом тижня четверо молодих диригентів працювали над невеликими симфонічними творами сучасних композиторів: en, Максима Коломійця, en та en. Ментором воркшопу став французький диригент і композитор Етьєн Гаан. Результатом став концерт у Національній філармонії України, де оркестром диригували учасники воркшопу Денис Олійник, Олег Чаплинський, Наталя Кіричук та Катерина Косецька.

## Співпраця
Національний президентський оркестр активно співпрацює з різними музикантами та творчими колективами, серед яких:
Диригенти: Франсуа Буланже (Франція), Міхаель Шрам (Німеччина), Уено Такаші (Японія), en (США), Ауреліо Канонічі (Італія), Ґаст Вальцинґ (Люксембург), Віктор Плоскіна (Україна), Етьєн Гаан (Франція) та ін.
Солісти: en (труба, Австрія), Георгій Курков (фортепіано, Україна), Елізабет Нільсен (фортепіано, Данія), Павло Гінтов (фортепіано, США), Назгуль Шукаєва (голос, Україна), Ніна Матвієнко (голос, Україна).
Композитори: Левко Колодуб, Мирослав Скорик, Данило Перцов, Іван Тараненко, Іван Небесний.
Зірки оперної сцени: Людмила Монастирська, Сергій Магера, Дмитро Гнатюк, Анатолій Солов'яненко, Юрій Миненко, Анатолій Кочерга, Валентина Степова, Олена Бєлкіна-Лессер та ін.
Творчі колективи: Національна заслужена академічна капела України «Думка», хор Національної опери України, Національний заслужений академічний український народний хор України ім. Григорія Верьовки.

## Цікаві факти
Оркестр базується у самому серці старого Києва у приміщенні, де тривалий час розміщувалася Київська духовна семінарія. Вона підпорядковувалася Київській духовній академії, яка виникла у 1817 році на місці реорганізованої Києво-Могилянської академії. Заклад готував до професійної діяльності священників, богословів та філософів.  
Тут освіту здобували видатні діячі української культури: співак та композитор Семен Гулак-Артемовський (1835—1838), письменник Іван Нечуй-Левицький (1853—1858), літературознавець та політичний діяч Сергій Єфремов (1891—1896) та ін.